# لئو دنیدرف
لئو دَنیدِرف (فرانسوی: Léo Daniderff‎؛ ‏ ۱۶ فوریهٔ ۱۸۷۸ – ۲۴ اکتبر ۱۹۴۳) موسیقی‌دان و آهنگساز اهل فرانسه پیش از جنگ جهانی دوم بود.
یکی از آهنگ‌های طنزِ فاکس‌ترات-شیمی او به نام «به‌دنبال تیتین می‌گردم» شهرت جهانی یافت، چرا که چارلی چاپلین آنرا با زبان جیبری در فیلم عصر جدید اجرا کرد. این نخستین باری بود که شخصیت «ولگرد» فیلم‌های چاپلین که همیشه صامت بود، در فیلمی صحبت می‌کرد و چاپلین نمی‌خواست که او با زبان به‌خصوصی سخن بگوید. نام «تیتین» در ترانهٔ اصلی، واژه‌ای تصغیری برای برخی نام‌های دخترانهٔ فرانسوی همچون «مارتین» و «کلمنتین» است.
در ایالات متحده آمریکا، این ترانه در نمایشنامهٔ موزیکال «معماهای ۱۹۲۵» در برادوی استفاده و توسط خوانندهٔ تنور بیلی جونز اجرا و ضبط شد.
در لهستان این آهنگ نخستین بار در یک کاباره توسط ائوگنیوش بودو و با شعری از آندژی ووآست اجرا شد. سپس لودویک سمپولینسکی آهنگ آنرا بر روی ترانه‌ای به نام «آخ، عجب سبیلی!» گذاشته و اجرا کرد. موضوع این ترانه آن بود که چه کسی بامزه‌تر است و بیشتر به دردِ دنیا می‌خورد: آدولف هیتلر یا چارلی چاپلین؟ پس از آغاز جنگ جهانی دوم، مأموران گشتاپو تلاش فراوانی کردند تا سمپولینسکی و ترانه‌سرای آن را (که احتمالاً یولیان توئیم یا ماریان همار بود) پیدا کنند، اما موفق نشدند.
حوالی سال ۱۹۶۴ میلادی، ژاک برل نسخهٔ متفاوتی از این آهنگ را به نامِ «تیتین» ساخت که بخش‌هایی از ملودی اصلی در آن به‌کار رفته بود و اشاراتی نیز به ترانهٔ لئو دنیدرف و چارلی چاپلین در آن شده بود.
ایو مونتان نیز این ترانه را اجرا کرده است.